# 卡斯塔紐埃拉
19°42′0″N 71°30′0″W / 19.70000°N 71.50000°W
卡斯塔紐埃拉（西班牙語：Castañuelas），是多明尼加共和國的城鎮，位於該國西北部，由基度山省負責管轄，面積80.90平方公里，2012年人口14,878，人口密度每平方公里180人。